# Zherong
Zherong är ett härad inom staden Ningde i provinsen Fujian i sydöstra Kina.
Zherong är indelat i två köpingar och sju socknar.
Köpingar (zhen):

- Fuxi (富溪镇)
- Shuangcheng (双城镇)

Socknar (xiang):

- Chengjiao (城郊乡)
- Chuping (楮坪乡)
- Dongyuan (东源乡)
- Huangbai (黄柏乡)
- Yingshan (英山乡)
- Zhaizhong (宅中乡)
- Zhayang (乍洋乡)